# HMS Laforey (G99)
Lo HMS Laforey (pennant number G99) fu un cacciatorpediniere della Royal Navy, parte della classe L ed entrato in servizio nell'agosto 1941.
Attivo durante la seconda guerra mondiale, operò principalmente nel mar Mediterraneo finendo affondato il 30 marzo 1944 a nord-est di Palermo dopo essere stato silurato dal sommergibile tedesco U-223.

## Storia
Impostata nei cantieri navali della Yarrow Shipbuilders di Glasgow il 1º marzo 1939, l'unità fu varata il 15 febbraio 1941 con il nome di Laforey in onore di Francis Laforey (1767–1835), ammiraglio britannico dell'epoca delle guerre napoleoniche; la nave entrò poi in servizio il 26 agosto 1941 in forza alla 19th Destroyer Flotilla della Home Fleet in qualità di conduttore di flottiglia.
Il 17 settembre 1941 il Laforey fu destinato alla Force H di Gibilterra per prendere parte a una missione di rifornimento dell'isola di Malta (operazione Halberd), portata a compimento tra il 24 e il 29 settembre seguenti. Riassegnato permanentemente alla Force H, il cacciatorpediniere partecipò quindi alle missioni di scorta delle principali unità della formazione. Il 13 novembre, durante una missione di lancio aerei per Malta (operazione Perpetual), il Laforey prestò assistenza alla portaerei HMS Ark Royal, silurata dal sommergibile tedesco U-81: il cacciatorpediniere affiancò l'unità per fornirle energia elettrica e provvedere al recupero dell'equipaggio, ma la portaerei affondò il giorno successivo mentre veniva rimorchiata verso Gibilterra.

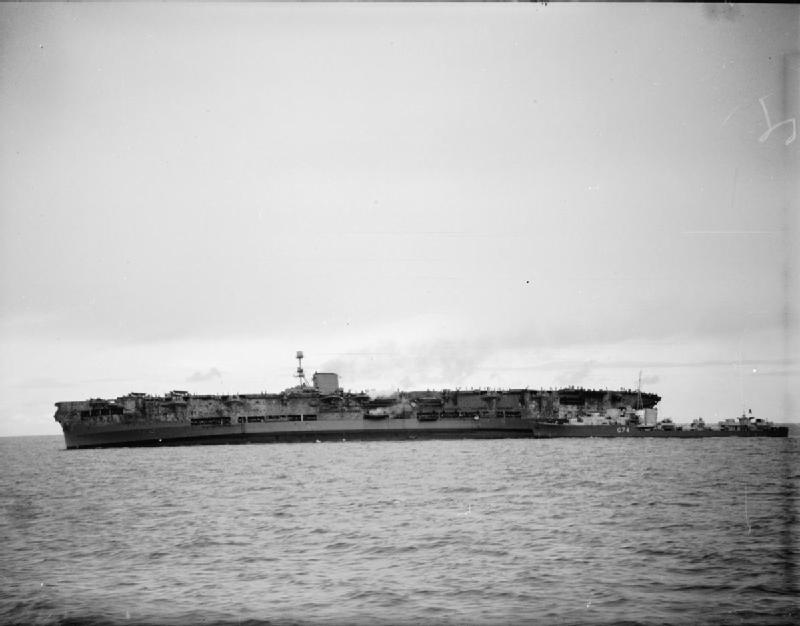
Il Laforey (all'estrema destra) presta assistenza alla portaerei Ark Royal dopo il suo siluramento il 13 novembre 1941

Assegnato alle missioni di scorta dei convogli navali in Atlantico, il 18 gennaio 1942 il Laforey partecipò insieme al cacciatorpediniere HMS Hesperus all'affondamento del sommergibile tedesco U-93 al largo dello stretto di Gibilterra. Sempre in forza alla Force H, alla fine di aprile il cacciatorpediniere si trasferì a Durban in Sudafrica per prendere parte all'operazione Ironclad, l'occupazione britannica del Madagascar: dopo aver scortato la flotta d'invasione diretta a Diego Suarez, il Laforey partecipò allo sbarco del 5 maggio fornendo fuoco d'artiglieria di copertura per poi essere impiegato in missioni di ricerca di eventuali sommergibili giapponesi dislocati in zona. Il 29 maggio l'unità si trasferì a Colombo per unirsi alla Eastern Fleet, operando poi nell'oceano Indiano fino al suo rientro a Gibilterra il 1º agosto 1942.
Impegnato in una nuova missione di rifornimento diretta a Malta (operazione Pedestal), il Laforey partecipò dall'11 al 13 agosto nella battaglia di mezzo agosto durante la quale raccolse i naufraghi della portaerei HMS Eagle, silurata da un sommergibile tedesco. Dopo altre missioni di scorta nella zona dello stretto di Gibilterra, il Laforey rientrò a Southampton il 12 settembre per essere sottoposto a lavori di manutenzione di routine, protrattisi fino al 20 novembre seguente. Rientrato a Gibilterra, il 21 dicembre l'unità partecipò alle operazioni di soccorso dei naufraghi della nave trasporto truppe Strathallan, affondata da un sommergibile tedesco al largo delle coste dell'Algeria; assegnato il 1º gennaio 1943 alla Force Q di base a Bona in Algeria, il Laforey partecipò alle operazioni della campagna di Tunisia scortando convogli e compiendo missioni contro il traffico nemico nella zona del canale di Sicilia: il 28 aprile, insieme al cacciatorpediniere HMS Tartar, sostenne uno scontro con un sommergibile e sei motosiluranti tedesche affondandone una dopo averla speronata, mentre il 9 maggio, durante un bombardamento costiero nella zona di Capo Bon, fu raggiunto da colpi dell'artiglieria costiera nella sala macchine riportando danni e qualche ferito tra l'equipaggio.
Dopo lavori di riparazione a Malta, il cacciatorpediniere partecipò in giugno alle operazioni per l'occupazione di Pantelleria (operazione Corkscrew) compiendo vari bombardamenti costieri; il 9 luglio invece il Laforey prese parte allo sbarco in Sicilia supportando con fuoco di artiglieria lo sbarco dei reparti nel settore britannico della testa di ponte. Il 23 luglio, insieme al cacciatorpediniere HMS Eclipse, il Laforey contribuì all'affondamento del sommergibile italiano Ascianghi al largo di Augusta. Dopo aver supportato lo sbarco dei reparti britannici in Calabria (operazione Baytown), il 9 settembre l'unità partecipò allo sbarco di Salerno fornendo fuoco di copertura ai reparti scesi a terra: raggiunto da cinque colpi d'artiglieria sparati dalla costa, il Laforey riportò un morto e due feriti tra l'equipaggio oltre a danni strutturali che richiesero lavori di riparazione a Malta protrattisi fino ai primi di ottobre. Il 13 ottobre il cacciatorpediniere tornò in azione fornendo fuoco di artiglieria in appoggio ai reparti terrestri sul fronte del Volturno.
Nei mesi successivi l'unità alternò operazioni di scorta ai convogli nelle acque italiane a missioni di cannoneggiamento costiero in supporto dei reparti a terra; a partire dal 22 gennaio 1944 il Laforey fu presente allo sbarco di Anzio, compiendo varie missioni di bombardamento costiero e prestando assistenza alle unità affondate dai tedeschi in zona (il cacciatorpediniere HMS Janus il 23 gennaio e l'incrociatore HMS Spartan il 29 gennaio). Le operazioni del cacciatorpediniere davanti alla testa di ponte di Anzio continuarono nei mesi seguenti, comprese varie missioni di sorveglianza contro attacchi di motosiluranti o sommergibili tedeschi; rientrato a Napoli il 25 marzo, il Laforey ne ripartì il 28 per una missione di caccia ai sommergibili al largo delle coste della Sicilia. Il 29 marzo il sommergibile tedesco U-223 fu localizzato a nord-est di Palermo dall'apparato ASDIC del cacciatorpediniere HMS Ulster, e svariati cacciatorpediniere britannici tra cui il Laforey furono dirottati alla caccia del battello nemico; dopo ripetuti attacchi con bombe di profondità, nelle prime ore del 30 marzo lo U-223 fu infine costretto a riemergere per poi essere subito attaccato a colpi di cannone dalle unità britanniche. Ormai in procinto di affondare, il sommergibile riuscì tuttavia a lanciare tre siluri: uno di essi colpì in pieno il Laforey, che affondò nel giro di pochi minuti nella posizione 38º 54' N, 14º 18' E con la morte di 189 membri dell'equipaggio tra cui il comandante della nave e della 14th Flotilla, capitano Harold Thomas Armstrong.